# خاصية الإلغاء
في الرياضيات، يكون للعنصر a في الماغما (M,*) خاصية إلغاء يسرى left cancellation property (أو نقول أنه قابل للإلغاء يساري left-cancellative) إذا تحقق الشرط:
أيا كانت قيم b وc من M : فإن تحقق :
a * b = a * c تعني دوما أن : b = c.
أما إذا تحقق الشرط :
b * a = c * a تعني دوما أن :b = c من أجل جميع قيم b وc فنقول أن قابل للإلغاء من اليمين.
إذا كان العنصر a قابلا للإلغاء من الجهتين ضمن الماغما (M,*) فنقول عن أنه عنصر قابل للإلغاء.